# Arbo
Arbo là một đô thị trong tỉnh Pontevedra, Galicia, Tây Ban Nha.
42°07′B 8°19′T / 42,117°B 8,317°T